# 纳扎雷圣母城
纳扎雷圣母城（葡萄牙語：Nossa Senhora de Nazaré）是巴西皮奥伊州的一个市镇。总面积356.341平方公里，总人口3987人，人口密度11.2人/平方公里。